# Kowmungia crassitarsus
Kowmungia crassitarsus är en tvåvingeart som beskrevs av Daniel J. Bickel 1987. Kowmungia crassitarsus ingår i släktet Kowmungia och familjen styltflugor. Inga underarter finns listade i Catalogue of Life.